# Šamil' Chisamutdinov
Šamil' Šamšatdinovič Chisamutdinov (in russo Шамиль Шамшатдинович Хисамутдинов?; Uzlovaja, 20 settembre 1950) è un ex lottatore sovietico, dal 1991 russo, specializzato nella lotta greco-romana.

## Palmarès

### Olimpiadi
- 1 medaglia:
  - 1 oro (Monaco di Baviera 1972 nei leggeri)

### Mondiali
- 2 medaglie:
  - 2 ori (Teheran 1973 nei 68 kg; Minsk 1975 nei 68 kg)

### Europei
- 3 medaglie:
  - 2 ori (Helsinki 1973 nei 68 kg; Madrid 1974 nei 68 kg)
  - 1 bronzo (Leningrado 1976 nei 68 kg)